# Maria Ponderus

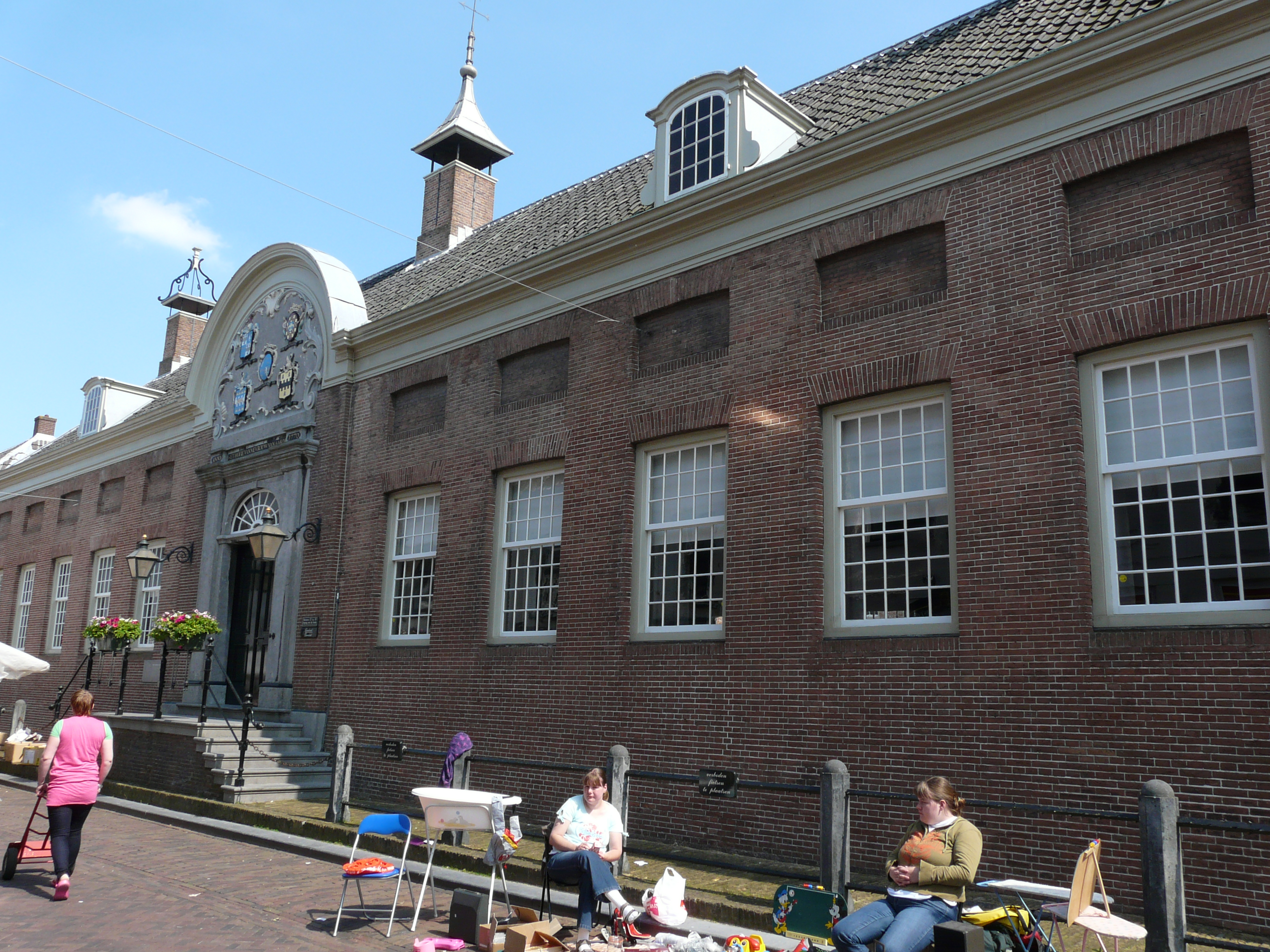
Patio de la Sra. Van Aerden

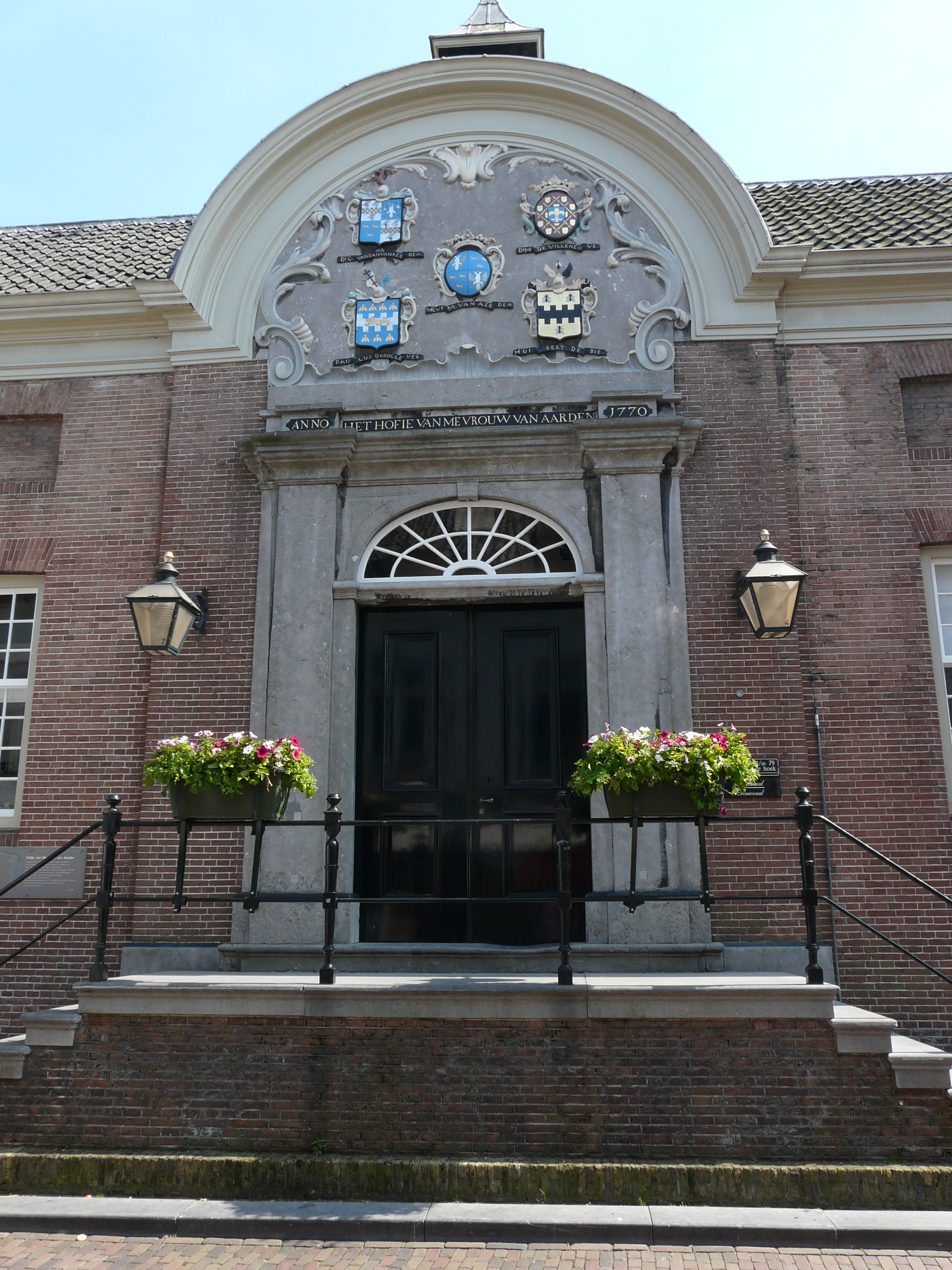
Entrada

María Ponderus, también conocida como Maria Van Aerden (Monster, South Holland, 27 de enero de 1672-La Haya, 20 de abril de 1764) fue una benefactora y coleccionista neerlandesa de arte que creó el Hofje van Mevrouw van Aerden, antigua casa de beneficencia y museo en la ciudad de Leerdam, en  Utrecht.

## Biografía y obra
El hofje (casa de beneficencia organizada alrededor de un patio) fue construido en 1770 de acuerdo con el testamento de Maria Ponderus, viuda de Pieter van Aerden, que murió en 1764 a la edad de 92 años. Ponderus designó que se destinara a albergar a damas pobres de su familia, protestantes y solteras. El edificio se construyó alrededor de un patio, con estancias para doce mujeres y un único hombre, que hacía las funciones de guarda del conjunto.  Tiene el estatus de monumento nacional, y ha estado abierto como museo desde 2007, con un jardín y huerto que lo circunda, abierto al público.
Los espacios no habitados, como la sala del Regente y la sala del Consejo, (sus entidades gestoras),  se utilizan regularmente para bodas.
Ponderus determinó en su testamento, custodiado en el Archivo de Regional de Utrecht, la fundación de la casa de beneficencia, ya que había muerto sin descendencia al sobrevivir a sus tres hijos. Aunque ella misma siempre había vivido en La Haya, el hofje se fundó en Leerdam, ya que una rama importante y menos próspera de los van Aerden vivía en Leerdam y sus alrededores. Otra razón fue que la familia de los Orange puso a disposición el terreno, que era en el que se encontraba el castillo de Leerdam.

## Colección
Cuando Ponderus murió en 1764 llevaba 45 años siendo viuda. Su marido le había dejado una considerable colección de pinturas del siglo XVII. Esta colección incluía obras de Frans Hals, Hendrick Dubbels, Pieter Claesz, Cornelis de Heem en Gerard ter Borgh que, según lo estipulado en su testamento, debían colocarse en la sala del Regente del hofje que habría de construirse en Leerdam. 
El 28 de mayo de 2011, se anunció el robo de dos pinturas, una de las primeras obras de Frans Hals y otra del paisajista Jacob van Ruisdael. Fueron encontradas nuevamente el 2 de noviembre de 2011. Se anunció el 27 de agosto de 2020 que la obra había sido robada por tercera vez.